# غاري رايلي
غاري رايلي (بالإنجليزية: Gary Riley) هو ممثل أمريكي، ولد في 19 نوفمبر 1963 بسانت لويس في الولايات المتحدة.

## وصلات خارجية
- غاري رايلي على موقع IMDb (الإنجليزية)
- غاري رايلي على موقع ألو سيني (الفرنسية)
- غاري رايلي على موقع أول موفي (الإنجليزية)
- غاري رايلي على موقع قاعدة بيانات الأفلام السويدية (السويدية)
- غاري رايلي على موقع قاعدة بيانات الفيلم (الإنجليزية)
- غاري رايلي على موقع كينوبويسك (الروسية)